# Finnekumla
Finnekumla är kyrkby i Finnekumla socken i Ulricehamns kommun.
I byn ligger Finnekumla kyrka